# Siréna (mytologie)

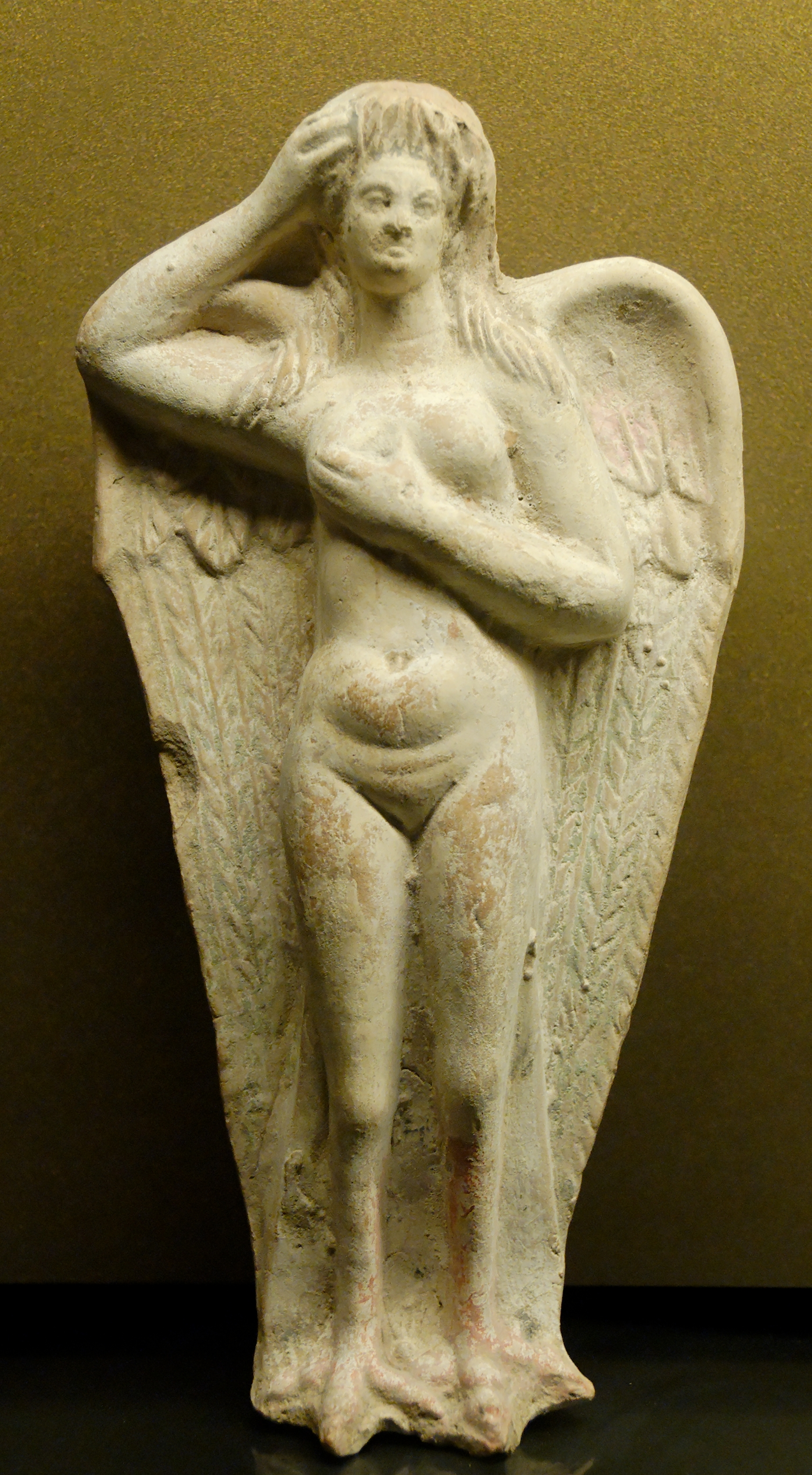
Jedna z podob Sirény

Sirény (starořecky Seirénes, Σειρῆνες) jsou bytosti antické mytologie, kouzelné pěvkyně, které svým neodolatelným vábivým zpěvem lákají námořníky ke svému ostrovu, kde jejich loď ztroskotá na útesech. Sirén bylo vždy několik, jejich počet kolísá od dvou do pěti.

## Původ
Sirény jsou prý dcerami Achelóa, boha velké řecké řeky téhož jména, a Múzy tance Terpsichory a původně patřily mezi nymfy bohyně Persefoné. Poté, co ji unesl bůh podsvětí Hádes, Sirény zatrpkly a začaly se mstít na námořnících.
Ale možná byly potomky Forkýse a Kétó.

## Účast v příbězích
Mezi známé hrdiny antické mytologie, kteří se se Sirénami setkali, patří Odysseus a Argonauti. Odysseus při své dlouhé plavbě z trojské války poznal ostrov Sirén dříve, než se dostali na doslech, a proto nařídil svým mužům, aby si zalepili uši voskem a nemohli tak být přilákáni jejich zpěvem. On sám se však neohlušil, pouze se nechal připoutat ke stěžni, a tak jako jediný mohl slyšet jejich líbezný zpěv.
Argonauti byli rovněž lákáni zpěvem Sirén, ale měli s sebou velkého pěvce Orfea, který je ochránil před Sirénami tak, že je svým zpěvem přehlušil.

### Umístění
Jejich ostrov bývá situován na různá místa Tyrhénského moře, bývá ztotožňován např. s ostrovy Sorrento nebo Capri.

## Vzhled
Sirény byly v antice zobrazovány jako napůl ženy, napůl ptáci (podobně jako harpyje). Inspirací jejich vzhledu byli zřejmě někteří mořští ptáci.
Později, zhruba od 8. století však začaly být zobrazovány i jako ženy s rybím ocasem, tedy mořské panny.
V heraldice bývá siréna zobrazována jako figura položeny s dvěma rybími ocasy a ptačími křídly.

## Přenesené významy
- Oba názvy (siréna i ochechule) se používají jako označení řádu mořských savců, do nějž patří kapustňáci a dugongové, kteří svým vzhledem mohli mořské panny připomínat.
- V současnosti se jako siréna označuje zařízení vydávající kvílivý zvuk, používané pro varování před nebezpečím.